# Дейвид (ледник)
Ледникът Дейвид (на английски: David Glacier) е голям долинен ледник в Източна Антарктида, Бряг Скот, на Земя Виктория с дължина над 150 km. Води началото си от Източноантарктическото плато и „тече“ на изток като проломява планината Принц Алберт (част от Трансантарктическите планини). Ледникът е един от най-мощните на Земя Виктория като събира ледената си маса от територия с площ над 200 хил.km² „Влива“ се в западната част на море Рос, част от Тихоокеанския сектор на Южния океан чрез дълъг над 90 km ледников език носещ названието леден език Дригалски. Скоростта на движение на ледените маси на ледника Дейвид е една от най-големите в Антарктида и е от порядъка от 7,8 +/- 0,7 km годишно.
Ледникът Дейвид е открит и топографски заснет през 1907 – 09 г. от северния отряд на британската антарктическа експедиция възглавявана от Ърнест Шакълтън и е наименуван от него в чест на ръководителя на северния изследователски отряд Танат Еджуърт Дейвид (1858 – 1934).